# El Tobar
El Tobar es una pedanía del municipio español de Beteta, perteneciente a la provincia de Cuenca, en la comunidad autónoma de Castilla-La Mancha.

## Toponimia
El nombre del lugar puede encontrarse mencionado con las grafías El Tovar y El Tobar.

## Geografía
Está situada en la comarca del Alto Tajo. A 1 km se encuentran las lagunas de El Tobar, compuestas por la Laguna Grande, de 3 km de perímetro y una profundidad de 20 m, la Laguna Pequeña y la Laguna Ciega que, actualmente, está desaparecida.

## Historia
A mediados del siglo XIX, el lugar, por entonces con ayuntamiento propio, tenía contabilizada una población de 215 habitantes. Aparece descrito en el decimoquinto volumen del Diccionario geográfico-estadístico-histórico de España y sus posesiones de Ultramar de Pascual Madoz de la siguiente manera:

TOVAR (el): l. con ayunt. en la prov. y dióc. de Cuenca (11 leg.), part. jud. de Priego (4), aud. terr. de Albacete (34) y c. g. de Castilla la Nueva (Madrid 24): sit. al N. de la prov. á corta dist. del r. Cuervo, en terreno llano, pero rodeado de cerros; su clima es frio, bien ventilado y poco prenso á enfermedades. Codsta de 48 casas de pobre construccion; para surtido de los vec. hay 2 fuentes fuera de la pobl: la igl. parr. bajo la advocacion de San Ginés, está servida por un cura de entrada y de provision ordinaria: en la vega hay una ermita demolida, titulada del Socorro. El térm. confina por N. con el de Beteta; E. El Val; S. Masegosa, y O. Cañizares: el terreno es de mediana calidad y le baña el citado r. el cual se incorpora al Guadiela á corta dist. de este pueblo; en la parte O. hay varios sitios poblados de pinos y otros arbustos de los que se utilizan para quemar. Los caminos son locales y en mal estado: la correspondencia se recibe del Recuenco los lunes y sale los domingos. prod.: trigo, centeno, patatas y judias; se cria ganado lanar y vacuno; caza mayor y menor y peces barbos y cangrejos. ind.: 2 molinos harineros, el uno casi arruinado y el otro en regular estado. comercio: la venta de productos sobrantes y la importacion de algunos articulos de primera necesidad. pobl.: 54 vec. 215 alm. cap. prod.: 367.180 rs. imp.: 18,359
(Madoz, 1849, p. 123)

El municipio de El Tobar desapareció en 1973, al ser incorporado al de Beteta.

## Demografía
| Gráfica de evolución demográfica de El Tobar entre 1842 y 1970 |
| |
| Población de derecho según los censos de población del INE Población de hecho según los censos de población del INEEn este censo se denominaba Tovar: 1842 Entre el censo de 1981 y el anterior, este municipio desaparece porque se integra en el municipio Beteta |